# تلمبه مستضعفین
تلمبه مستضعفین یک منطقهٔ مسکونی در ایران است که در دهستان مشیز واقع شده‌است. تلمبه مستضعفین ۱۱ نفر جمعیت دارد.